# Kretischer Ebenholzstrauch

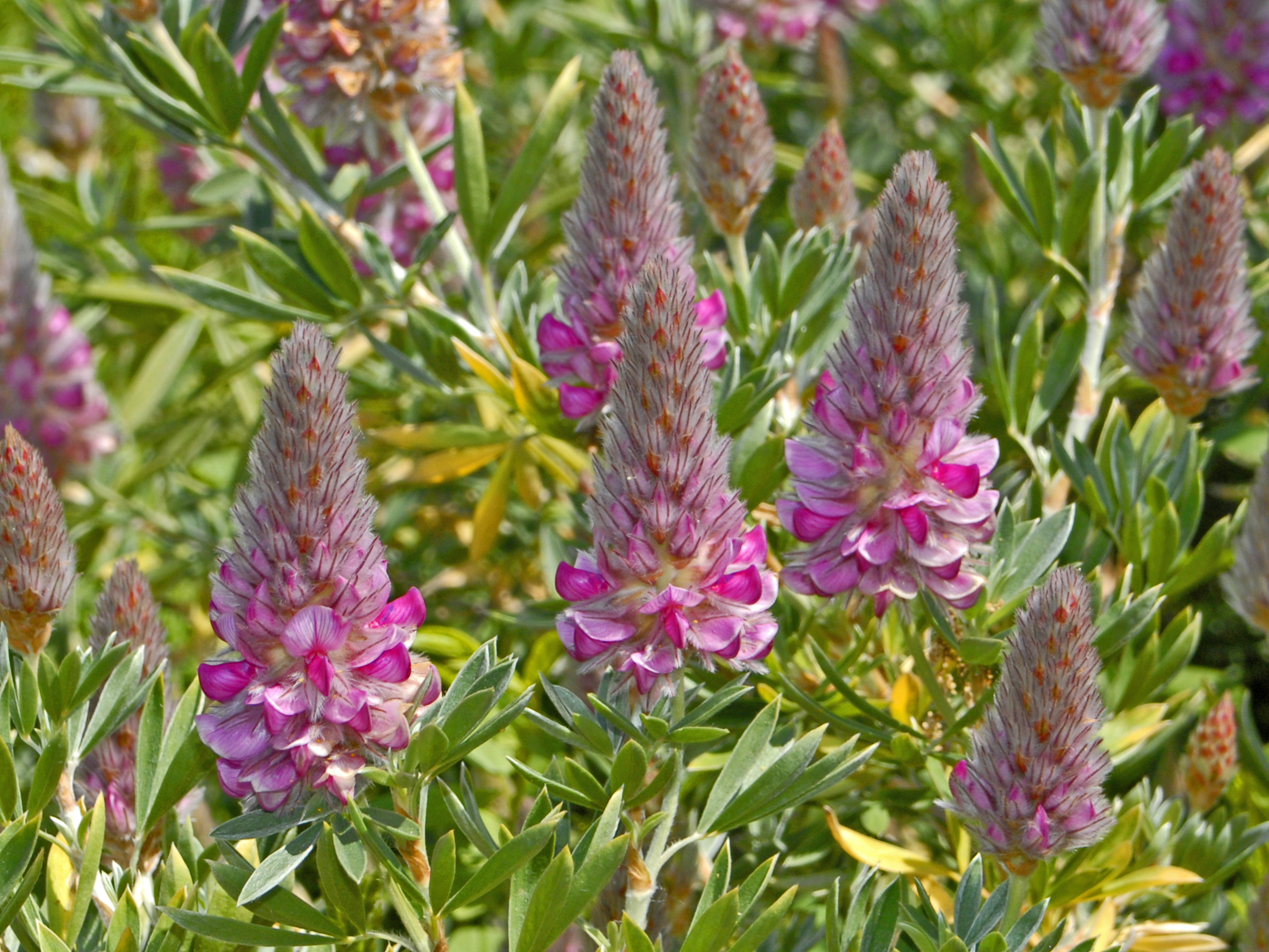
Blütenstände

Der Kretische Ebenholzstrauch (Ebenus cretica), griechisch Έβενος κρητικός, ist eine auf der griechischen Insel Kreta endemische Pflanzenart aus der Familie der Hülsenfrüchtler (Fabaceae). Mit den für ihr hartes und dunkles Holz bekannten Bäumen der Gattung Diospyros spp. (Ebenholzbäume) besteht trotz des Namens keine nähere Verwandtschaft.

## Beschreibung
Der Kretische Ebenholzstrauch ist ein Strauch, der Wuchshöhen von 30 bis 70 Zentimeter erreicht. Die Pflanze ist seidig und weißlich behaart. Die dreizähligen oder unpaarig gefiederten Laubblätter mit einer teils rinnigen, kurzen Blattspindel sind gestielt. Die spitzen, fast sitzenden und ganzrandigen Fiederblättchen sind schmal eilanzettlich bis verkehrt-eilanzettlich und seidig behaart. Es sind langspitzige und eiförmige, häutige Nebenblätter ausgebildet. 
Es werden dichte, endständige, pyramidale und ährige Blütenstände gebildet. Die rosafarbene bis rötliche, fast sitzende Blütenkrone der zwittrigen Schmetterlingsblüten, mit häutigen, spitzen Deckblättern, ist 10 bis 15 Millimeter lang. Der becherförmige Kelch besitzt 5 lange, pfriemliche und weißlich, federig behaarte Zipfel. Die 10 Staubblätter sind einbrüderig verwachsen und der Fruchtknoten ist behaart.
Die Hauptblütezeit des Kretischen Ebenholzstrauches reicht von April bis Juni, die Blüte kann aber auch schon im Dezember beginnen. 
Es werden kleine und ein- bis zweisamige, nicht öffnende, leicht abgeflachte, rundliche bis eiförmige Hülsenfrüchte im beständigen Kelch gebildet.
Die Chromosomenzahl beträgt 2n = 14.

## Vorkommen
Der Kretische Ebenholzstrauch bildet in vielen Gegenden Kretas ausgedehnte Populationen in felsigem Habitat an steinigen Abhängen und an Schluchtwänden, aber auch an Straßen- und Wegrändern. Er gehört an manchen Standorten zu einer der bestimmenden Pflanzen der Phrygana.

## Taxonomie und Systematik
Der Kretische Ebenholzstrauch wurde 1753 von Carl von Linné in Species Plantarum Band 2 Seite 754 als Ebenus cretica erstbeschrieben.
Weitere verwandte Arten kommen im Mittelmeergebiet vor:
- Ebenus armitagei Schweinf. & Taub. in Ägypten.
- Ebenus pinnata Aiton in Marokko, Algerien und Tunesien.
- Ebenus sibthorpii DC. in Griechenland und auf Inseln der Ägäis.

## Nutzung

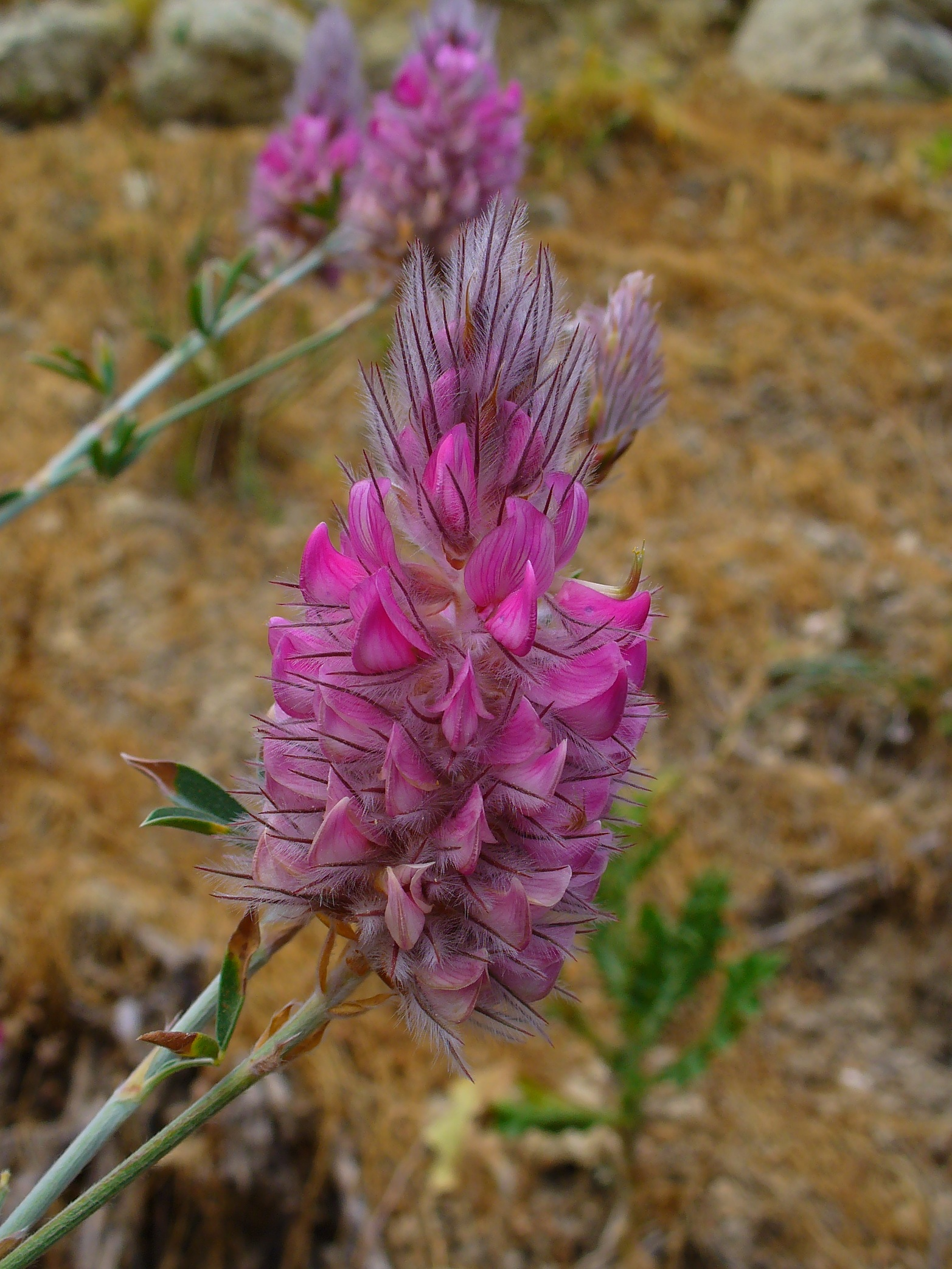
Einzelner Blütenstand von Ebenus cretica

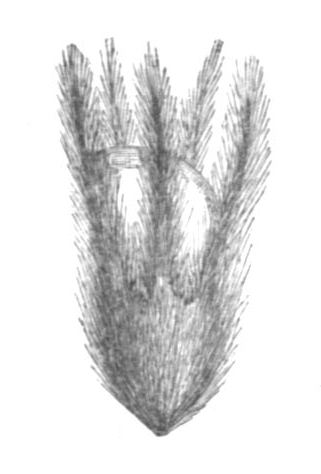
Illustration der Frucht im beständigen Kelch

Die Blütenstände von Ebenus cretica wurden wegen ihrer dichten Behaarung früher als Kissenfüllung verwendet.